# Cressa (género)
- Commons
- Wikispecies

Cressa L. é um género botânico pertencente à família Convolvulaceae.

## Sinonímia
- Carpentia Ewart

## Espécies
- Cressa australis
- Cressa cretica
- Cressa nudicaulis
- Cressa truxillensis
- Lista completa

## Classificação do gênero
| Sistema | Classificação                    | Referência               |
| ------- | -------------------------------- | ------------------------ |
| Linné   | Classe Pentandria, ordem Digynia | Species plantarum (1753) |